# 经典电磁学
经典电磁学（英語：classical electromagnetism）或经典电动力学（classical electrodynamics）是理论物理学的分支，以麦克斯韦方程组和洛伦兹力定律为基础，主要研究电、磁现象的基本属性、运动规律，以及电磁场与带电荷物质的相互作用，常简称电磁学（electromagnetism）或电动力学（electrodynamics）。当相关尺度和场强足够大以至于量子效应可忽略时（参见量子电动力学），这一套理论能够对电磁现象提供一个非常漂亮的描述。有关经典电磁理论的综述以及物理概念的详细解说可参见费曼、莱顿和桑斯；帕诺夫斯基和菲利普；以及杰克逊等人的专著。
经典电磁理论主要发展於19世纪，以詹姆斯·克拉克·麦克斯韦的成就达到顶峰。关于这部分的历史可参见泡利、惠特克、派斯的有关叙述。
和在其著作中基于当前对经典电磁理论的理解，考查了十二个至今尚未解决的电动力学问题；到目前为止，他们研究并引用了1903年至1989年间约240篇参考文献。如杰克逊所言，经典电动力学中最显著的问题在於，我们只可能在如下两种有限的情形下得到及讨论基本方程的解：第一种情形为给出电荷和电流的分布，求解激发的电磁场；第二种情形为给出外部的电磁场，求解内部带电粒子和电流的运动。而有时候这两种情形会合二为一，此时的处理方法却只能按次序进行：首先在忽略辐射的情形下确定在外场中带电粒子的运动，然后将运动粒子的轨迹作为辐射源的分布计算电磁辐射。很明显，在电动力学中这种处理手段只能近似正确。进一步来说，虽然麦克斯韦方程组本身是线性的，然而某些电学-力学系统中电荷和电流与它们所激发的电磁场之间的相互作用却无法忽略，对於这类系统我们还不能从电动力学上完全理解。虽然经过了一个世纪的努力，至今人们还没能得到一组能够被广泛接受的描述带电粒子运动的经典方程，同时也没有获得任何有用的实验数据的支持。

## 洛伦兹力
电磁场会对处于其中的带电粒子施加如下的力（通常称作洛伦兹力）：
{\displaystyle \mathbf {F} =q\mathbf {E} +q\mathbf {v} \times \mathbf {B} }
其中粗体量表示矢量：{\displaystyle \mathbf {F} \,}是携带电荷{\displaystyle q\,}的粒子所受到的洛伦兹力，{\displaystyle \mathbf {E} \,}是粒子所在位置的电场强度，{\displaystyle \mathbf {v} \,}是带电粒子的速度，{\displaystyle \mathbf {B} \,}是粒子所在位置的磁感应强度。

## 电场
对於静止电荷而言电场强度{\displaystyle \mathbf {E} }的定义为
{\displaystyle \mathbf {F} =q_{0}\mathbf {E} }
其中{\displaystyle q_{0}}被称作检验电荷。电荷本身的尺寸并不重要，只要电荷本身足够小以至於它的存在对外部电场所产生的影响可忽略。从这个定义很容易得到电场强度的单位为牛顿/库仑，这个单位等价於伏特/公尺。这一点在下文中可以看到。
在静电学中，电荷都处于静止状态，此时从库仑定律可得到
{\displaystyle \mathbf {E} ={\frac {1}{4\pi \varepsilon _{0}}}\sum _{i=1}^{n}{\frac {q_{i}\left(\mathbf {r} -\mathbf {r} _{i}\right)}{\left|\mathbf {r} -\mathbf {r} _{i}\right|^{3}}}}
其中{\displaystyle n\,}是电荷数，{\displaystyle q_{i}\,}是第i个电荷所带的电量，{\displaystyle \mathbf {r} _{i}\,}是第{\displaystyle i}个电荷的位置，{\displaystyle \mathbf {r} \,}是所讨论的电场位置，{\displaystyle \varepsilon _{0}\,}是真空电容率。
上面给出的库仑定律描述了多个离散电荷的情形。如果是连续分布电荷所激发的电场，上面的求和变为积分：
{\displaystyle \mathbf {E} ={\frac {1}{4\pi \varepsilon _{0}}}\int {\frac {\rho (\mathbf {r} ){\hat {\mathbf {r} }}}{r^{2}}}\mathrm {d} V}
其中{\displaystyle \rho (\mathbf {r} )\,}是电荷密度，它是位置的函数；{\displaystyle {\hat {\mathbf {r} }}}是从源{\displaystyle {\rm {{d}V\,}}}到场点的单位矢量；{\displaystyle r\,}是源点到场点的距离。
上面给出的两个方程使用起来都相当繁琐，特别是想要将电场{\displaystyle \mathbf {E} \,}表示为一个位置的函数的情形。一个相对简单的方法是引入一个标量：电势。电势的定义为电场强度沿特定路径的线积分：
{\displaystyle \varphi _{\mathbf {E} }=-\int _{C}\mathbf {E} \cdot \mathrm {d} \mathbf {s} }
其中{\displaystyle \varphi _{\mathbf {E} }\,}是电势，{\displaystyle C}是积分所沿的路径。
然而，这个定义有需要留心的地方：根据麦克斯韦方程组，很明显电场的旋度{\displaystyle \nabla \times \mathbf {E} }并不总是为零的，对於这类旋度不为零的矢量场无法定义势，也就是说仅用一个标势无法正确描述这类电场。解决这一问题的途径是引入一个修正因子，通常是减去一个矢势{\displaystyle \mathbf {A} \,}对时间的偏导数。只要当电荷随时间的变化是准静态的，这一修正条件基本都是能够得到满足的，从而避免了一系列相关问题。
从电荷的定义，可以轻易证明一个点电荷的电势为
{\displaystyle \varphi ={\frac {q}{4\pi \varepsilon _{0}\left|\mathbf {r} -\mathbf {r} _{q}\right|}}}
其中{\displaystyle q\,}是点电荷的电量，{\displaystyle \mathbf {r} \,}是场点的位置，{\displaystyle \mathbf {r} _{q}\,}是点电荷的位置。对一般的电荷分布，电势由下面积分给出：
{\displaystyle \varphi ={\frac {1}{4\pi \epsilon _{0}}}\int {\frac {\rho (\mathbf {r} )}{r}}\mathrm {d} V}
其中{\displaystyle \rho (\mathbf {r} )\,}是电荷密度，同样是位置的函数，{\displaystyle r\,}是从源{\displaystyle \mathrm {d} V}到场点的距离。注意在这里{\displaystyle \varphi }是一个标量，从而叠加起来相对矢量要容易很多。从电势的定义反推出电场强度，可知电场强度是电势的负梯度：
{\displaystyle \mathbf {E} =-\nabla \varphi }
从这个关系可清楚看到场强的单位为伏特/公尺。

## 电磁波
随时间变化的电磁场会以波的形式离开源点向外传播。这些波在真空中以光速前进，并覆盖了范围很宽的不同波长的频谱。这其中包括（波长由长到短排列）：无线电波、微波、光波（红外线、可见光、紫外线）、X射线和伽玛射线。在量子场论中，电磁辐射是带电粒子之间电磁相互作用的具体表现形式，即电磁相互作用是通过电磁辐射（光子）为媒介来传递的。

## 场方程的推广
库仑定律虽然形式简洁并能对电学作出很好的描述，在经典电动力学中它却并不是完全正确的。根本问题在於，在考虑含时的情形下库仑定律描述的是一种超距作用，这种处理方法在场和相对论的观念中是不成立的。举例而言，当电荷分布发生变化时，库仑定律所描述的电场所发生的相应变化也是瞬时而狭义相对论则要求空间中任何一点的电场变化所需时间为非零值。根据电磁场理论我们知道在真空中这种扰动所需的传播速度为光速，从而含时的电荷分布在空间中激发的电场变化都是被延迟的。对一般的含时电荷及电流分布形成的场，这种推迟势可被计算求出，对其进行微分运算可得到杰斐缅柯方程。
对於运动中的点电荷，推迟势还可用李纳-维谢尔势来表述。其中电标势为
{\displaystyle \varphi ={\frac {1}{4\pi \epsilon _{0}}}{\frac {q}{\left|\mathbf {r} -\mathbf {r} _{q}(t_{\text{ret}})\right|-{\frac {\mathbf {v} (t_{\text{ret}})}{c}}\cdot (\mathbf {r} -\mathbf {r} _{q}(t_{\text{ret}}))}}}
其中{\displaystyle \mathbf {r} _{q}(t_{\text{ret}})\,}和{\displaystyle \mathbf {v} (t_{\text{ret}})\,}分别是点电荷的位置和速度，它们都是推迟时间{\displaystyle t_{\text{ret}}\,}的函数。而磁矢势有类似的形式：
{\displaystyle \mathbf {A} ={\frac {\mu _{0}}{4\pi }}{\frac {q\mathbf {v} (t_{\text{ret}})}{\left|\mathbf {r} -\mathbf {r} _{q}(t_{\text{ret}})\right|-{\frac {\mathbf {v} (t_{\text{ret}})}{c}}\cdot (\mathbf {r} -\mathbf {r} _{q}(t_{\text{ret}}))}}}
对这两个推迟势求微分可得到运动点电荷所激发的电磁场的完整场方程。

## 扩展阅读
- 郭硕鸿．电动力学（第三版）．北京：高等教育出版社，2008．
- Griffiths, David J.  5th. Cambridge University. 2024. ISBN 978-1-009-39775-9. doi:10.1017/9781009397735.